# CA 125
CA 125 (ang. cancer antigen 125) – glikoproteina antygenowa będąca markerem nowotworowym kodowanym przez gen MUC16 na 19 chromosomie. CA 125 jest wytwarzany w znacznych ilościach przez komórki nabłonkowe wyścielające ściany jam płodu. Zdolność do wytwarzania antygenu zachowują prawidłowe komórki nabłonkowe otrzewnej, opłucnej, osierdzia, endometrium, śluzówki szyjki macicy oraz jajowodów. CA 125 nie jest wytwarzany przez prawidłowe komórki jajnika, a nowotwory jajnika wywodzące się z komórek nie wytwarzających śluz wykazują znaczną ekspresje tego antygenu. Nadmiernej ekspresji CA 125 nie obserwuje się w przypadku nowotworów wytwarzających śluz i nowotworów zarodkowych. Za górną granicę prawidłowego stężenia Ca 125 przyjęto 35 UI/ml. Marker nie jest swoisty dla chorób nowotworowych i jego podwyższone stężenie obserwuje się w licznych chorobach ginekologicznych, przede wszystkim w endometriozie, a także w marskości wątroby i ciąży, co znacznie obniża diagnostyczną skuteczność tego markera.
Poza rakiem jajnika podwyższone stężenie CA 125 obserwuje się także w raku piersi, międzybłoniaku opłucnej, chłoniakach nieziarniczych, raku żołądka i mięśniakomięsaku gładkokomórkowym. Funkcja CA 125 pozostaje słabo poznana, prawdopodobnie bierze udział w odpowiedzi komórkowej poprzez hamowanie funkcji komórek NK, a także tłumiąc lizę komórek zależną od dopełniacza. Marker odkryto w 1981 roku.

## Nowotwory jajnika
CA 125 jest najszerzej stosowanym markerem w diagnostyce raka jajnika. Stężenie powyżej normy jest stwierdzane u 83% chorych z zaawansowanym złośliwym nabłonkowym nowotworze jajnika i tylko u 1–2% zdrowych. Zwiększenie stężenia CA 125 obserwuje się w 85% przypadków raka surowiczego, 65% endometrialnego, 40% jasnokomórkowego, 35% niezróżnicowanego i 12% śluzowego. Z drugiej strony prawidłowe stężenie CA 125 jest stwierdzane w 50% przypadków wczesnego raka jajnika, a także w 20% zaawansowanego raka.
CA 125 znalazł zastosowanie w badaniu przesiewowym raka jajnika, w różnicowaniu złośliwych i niezłośliwych zmian w obrębie miednicy oraz monitorowaniu odpowiedzi na leczenie i obecności nawrotu.

### Badania przesiewowe
Randomizowane badania i zalecenia kliniczne nie rekomendują rutynowego wykonywania badań przesiewowych w kierunku raka jajnika.
W brytyjskim badaniu UKCTOCS stwierdzono, że badania przesiewowe za pomocą USG i CA 125 są bardziej skuteczne niż samodzielna ultrasonografia w wykrywaniu wczesnego raka jajnika. Jednak w dużym badaniu PLCO na 78 000 kobiet badanie przesiewowe za pomocą CA 125 i USG nie spowodowało obniżenia śmiertelności z powodu raka jajnika badanych, co stanowi zasadniczy cel badań przesiewowych. Ponadto w tym badaniu ocena CA 125 nie spowodowała zwiększenia odsetka wykrycia raka w porównaniu do samodzielnego USG.
Algorytm ROCA (Risk of Ovarian Cancer Algorithm) jest oparty na kolejnych pomiarach stężenia CA 125 w odniesieniu do wieku i menopauzy, a w przypadku nieprawidłowych wyników kobiety są proszone o powtórny pomiar stężenia CA 125 lub wykonanie przezpochowowego USG. Algorytm ROMA jest przydatny w badaniach przesiewowych u kobiet o wysokim ryzyku raka jajnika, jednak nie ma dowodów wspierających stosowanie tej metody u kobiet o niskim ryzyku raka jajnika. 

### Test ROMA
Algorytm ROMA (Risk of Ovarian Malignancy Algorithm) jest matematycznym algorytmem oceniającym ryzyko obecności nabłonkowego nowotworu złośliwego jajnika opartym ocenie na stężenia CA 125 i HE4 przy uwzględnieniu różnic dla kobiet przed i po menopauzie. Wynik jest przedstawiany w procentach z normami niskiego i wysokiego ryzyka raka jajnika dla kobiet przed i po menopauzie. Za punkt odcięcia dla wysokiego ryzyka raka jajnika u kobiet przed menopauzą wynosi 13,1% i 27,7% u kobiet po menopauzie. Test ROMA jest pomocny w diagnostyce różnicowej nowotworów łagodnych od nowotworów złośliwych. Połączenie CA 125 i HE4 w algorytmie ROMA zwiększa skuteczność wykluczenia nabłonkowych nowotworów jajnika we wczesnym stadium zarówno przed, jak i po menopauzie.
Algorytm ROMA wykazuje 93,8% czułość i 75% swoistość w wykrywaniu złośliwych nowotworów nabłonkowych jajnika. Skuteczność testu ROMA oceniono w kilku metaanalizach, jednak ich wyniki trudno porównywać ze względu na dużą różnorodność ich założeń. W badaniu Li i współpracowników antygen HE4 oceniany samodzielnie wykazał wyższą czułość, ale niższą swoistość w porównaniu z algorytmem ROMA, który w badaniu osiągnął wyższą swoistość niż samodzielnie CA 125. W badaniu Lin i współpracowników test ROMA osiągnął wyższą czułość niż HE4 i CA 125, a HE4 wykazał wyższą swoistość niż test ROMA.

### Monitorowanie odpowiedzi na leczenie
CA 125 jest stosowany w monitorowaniu skuteczności leczenia. Stężenie CA 125 mogą korelować z regresją, stabilizacją lub progresją choroby u 87–94%. Utrzymywanie się stężenia CA 125 powyżej normy po wykonaniu zabiegu operacyjnego sugeruje obecność rezydualnych ognisk choroby nowotworowej. Z kolei u chorych z wyjściowo podwyższonym stężeniem CA 125 jego utrzymywanie się lub narastanie po trzech cyklach chemioterapii sugeruje progresję lub słabą odpowiedź na leczenie. Stężenia markera poniżej 35 UI/ml nie wykluczają wznowy lub progresji.

## Inne nowotworowy złośliwe
Podwyższone stężenie CA 125 może być stwierdzane w raku piersi, międzybłoniaku opłucnej, chłoniakach nieziarniczych, raku żołądka, mięsakomięśniaku gładkokomórkowym, a także w raku wątrobowokomórkowym, raku trzustki, raku płuca.

## Choroby nienowotworowe
Podwyższone stężenie CA 125 jest stwierdzane podczas I trymestru ciąży, miesiączki oraz towarzyszyć niektórym chorobom nienowotworowym: endometriozie, mięśniakom macicy, zapaleniu narządów miednicy mniejszej (zapalenie przydatków, PID), marskości wątroby, zastoinowej niewydolności krążenia.
CA 125 pełni pomocniczą rolę w diagnostyce endometriozy. Czułość i swoistość testu różni się w zależności od stopnia choroby, które są lepsze w bardziej zaawansowanych stadiach choroby (III i IV) niż we wczesnych (I i II). Nie zaleca się rutynowego stosowania CA 125 do wykluczenia endometriozy. Marker pełni rolę w ocenie nawrotu choroby po leczeniu operacyjnym.